# Louise de Bossigny (1670-1730)
Louise de Bossigny, comtesse d'Auneuil, née en 1670 et morte le  9 janvier 1700 à Argy, est une femme de lettres, auteure de contes de fée et une salonnière du XVIIIe siècle.

## Biographie

### Mariage
Louise de Bossigny épouse Louis Claude Barjot, marquis d'Auneuil, enseigne puis lieutenant au régiment des gardes, enfin « capitaine lieutenant de la Mestre de camp générale de la cavalerie légère » pendant quinze ans. Il est veuf de Marie Doudon, et fils de Louis Barjot, chevalier marquis d'Auneuil, de Marchefroy et du Mazis (ou Mazy), maître d'hôtel ordinaire de Louis XIII et grand maître des Eaux et Forêts de Lorraine, et de Marie Elisabeth de Beaumont, fille d'honneur de la reine Anne d'Autriche. Il meurt le 8 janvier 1700 et elle le lendemain, ils sont enterrés le lendemain dans leur paroisse d'Argy en Berry. Ils n'ont pas de descendance.

### Salonnière
Elle aurait tenu un salon appelé « Le cabinet des fées » où elle recevait les beaux esprits de l'époque. Elle aurait été « une parfaite précieuse de la mauvaise école, une des dernières, qui s'amusait à créer une féerie précieuse ». 

## Œuvre

### Publications
Certains de ses contes sont édités comme lettres et certains sont insérés dans de petits ouvrages galants sous forme de lettres :
- La Princesse des Pretentailles (1702)
- L'origine des cornes ou l'inconstance punie (1703)
- Nouvelles diverses du temps
- Les illustres fées (1710)

### Thème
Son ouvrage intitulé la Tiranie des Fées Détruite est publié en 1702 avec une dédicace à la Marie-Adélaïde de Savoie, duchesse de Bourgogne. Le titre original pourrait avoir été Nouveaux contes de Fée finalement jugé désuet. Vers 1700 en effet, l'enthousiasme pour le conte de fées s'était estompé.
Ces contes n'ont pas révolutionné le genre, mais l'intérêt de son recueil porte sur son titre évocateur d'une mode qui avait atteint son apogée en 1768.
Pour elle, les fées avaient gagné un énorme et excessif pouvoir sur le genre à la mode. Avec elle, les fées sont devenues de véritables ennemies. À travers certains de ses ouvrages, elle tente de forger une origine féerique à certaines modes vestimentaires. Il y a donc une superficialité qui sert de prétexte au conte. Elle cherche même une explication  merveilleuse aux cornes, symbole de l'inconstance d'un amant.
Avec elle, les fées sont devenues des rivales, ce que montre plusieurs de ses contes, qui présentent une perspective critique sur l'amour en rejetant une fin heureuse.